# Barygenys exsul
Barygenys exsul es una especie  de anfibios de la familia Microhylidae.

## Distribución geográfica
Es endémica de las islas Rossel y Vanatinai, del archipiélago de las Luisiadas (Papúa Nueva Guinea).